# Спіріна (присілок)
Спі́ріна (рос. Спирина) — присілок у складі Абатського району Тюменської області, Росія.
Населення — 99 осіб (2010, 163 у 2002).
Національний склад станом на 2002 рік:
- росіяни — 79 %